# Sockerskinn
Sockerskinn (Pseudoxenasma verrucisporum) är en svampart som beskrevs av K.H. Larss. & Hjortstam 1976. Enligt Catalogue of Life ingår Sockerskinn i släktet Pseudoxenasma,  och familjen kremlor och riskor, men enligt Dyntaxa är tillhörigheten istället släktet Pseudoxenasma,  och familjen Stereaceae. Arten är reproducerande i Sverige. Inga underarter finns listade i Catalogue of Life.